# Bloxworth
Bloxworth – wieś w Anglii, w hrabstwie Dorset, w dystrykcie (unitary authority) Dorset. Leży 20 km na wschód od miasta Dorchester i 166 km na południowy zachód od Londynu.